# 日本石磺海牛
日本石磺海牛（学名：Homoiodoris japonica）一种分布于西北太平洋日本、中国等地沿海潮间带的软体动物，是腹足纲裸鳃目海麒麟科（海牛科）石磺海牛属（Homoiodoris）目前确认的唯一一种。

## 形态特征
身体呈椭圆形，扁平，黄色，形似石磺（Onchidium verruculatum）。成体无外壳。外套宽，背面有球状小凸起；近前部有一对嗅角，上部具有褶叶，能缩入鞘内；近后部有围绕肛门突排列的羽状鳃，鳃叶五或六叶，鳃能缩入鳃腔内。口触手呈叶片状。足宽，前端双褶襞，后端圆形。